# Atyria quadriradiata
Atyria quadriradiata är en fjärilsart som beskrevs av Gustav Weymer 1901. Atyria quadriradiata ingår i släktet Atyria och familjen mätare. Inga underarter finns listade i Catalogue of Life.